# Сант'Андреа (Равена)
Сант'Андреа је насеље у Италији у округу Равена, региону Емилија-Ромања.
Према процени из 2011. у насељу је живело 141 становника. Насеље се налази на надморској висини од 1 м.